# Cinque Nazioni 1963
Il Cinque Nazioni 1963 (in inglese 1963 Five Nations Championship; in francese Tournoi des Cinq Nations 1963; in gallese Pencampwriaeth y Pum Gwlad 1963) fu la 34ª edizione del torneo annuale di rugby a 15 tra le squadre nazionali di Francia, Galles, Inghilterra, Irlanda e Scozia, nonché la 69ª in assoluto considerando anche le edizioni dell'Home Nations Championship.
Il torneo fu appannaggio dell'Inghilterra, al ventiseiesimo titolo assoluto e primo indiviso dal 1958; al Galles, invece, sconfitto in casa all'ultima partita contro la Francia, andò il cucchiaio di legno di ultimo in classifica.
Degno di nota, per il secondo anno consecutivo, uno 0-0 dell'Inghilterra, nell'occasione contro l'Irlanda, il più recente pareggio senza marcature registrato nel torneo.
Il valore delle marcature, come stabilito dall’IRFB nel 1948, era: 3 punti per ciascuna meta (5 se trasformata), 3 punti per la realizzazione di ciascun calcio piazzato, mark o drop.

## Nazionali partecipanti e sedi
| Squadra     | Città     | Impianto interno      |
| ----------- | --------- | --------------------- |
| Francia     | Colombes  | Stadio Yves du Manoir |
| Galles      | Cardiff   | Arms Park             |
| Inghilterra | Londra    | Twickenham            |
| Irlanda     | Dublino   | Lansdowne Road        |
| Scozia      | Edimburgo | Murrayfield           |

## Risultati
| Arbitro: | Ray Williams |

|             |      |          |
|             | mt   | Thomson  |
|             | tr   | Scotland |
| Albaladejo  | c.p. | Scotland |
| A. Boniface | drop | Scotland |

| Arbitro: | Kevin Kelleher |

|         |      |               |
| Hayward | mt   | Owen Phillips |
|         | tr   | Sharp (2)     |
| Hodgson | c.p. |               |
|         | drop | Sharp         |

| Arbitro: | Fred Price |

|          |      |                         |
| O'Reilly | mt   | G. Boniface Darrouy (3) |
| Kiernan  | tr   | Albaladejo (3)          |
|          | drop | Albaladejo A. Boniface  |

| Arbitro: | Ray Williams |

|  |      |          |
|  | c.p. | Hodgson  |
|  | drop | Rowlands |

| Dublino 9 febbraio 1963 | Irlanda      | 0 – 0 referto | Inghilterra | Lansdowne Road\| Arbitro: \| H.B. Laidlaw \| |
| Arbitro:                | H.B. Laidlaw |               |             |                                              |

| Arbitro: | Gwilym Treharne |

|           |      |  |
| Coughtrie | c.p. |  |

| Arbitro: | Doug McMahon |

|             |      |             |
|             | mt   | G. Boniface |
| Albaladejo  | tr   |             |
| Willcox (2) | c.p. |             |

| Arbitro: | Arthur Luff |

|          |      |             |
| G. Jones | mt   | Casey       |
|          | tr   | Kiernan     |
|          | c.p. | Kiernan (2) |
| Watkins  | drop | English     |

| Arbitro: | Gwynne Walters |

|                 |      |           |
| Drake-Lee Sharp | mt   | Glasgow   |
| Willcox (2)     | tr   | Coughtrie |
|                 | drop | Scotland  |

| Arbitro: | Peter Brook |

|             |      |         |
| G. Boniface | mt   |         |
| Albaladejo  | tr   |         |
|             | c.p. | Hodgson |

## Classifica
| Pos | Squadra     | G | V | N | P | PF | PS | DP  | Pt |
| --- | ----------- | - | - | - | - | -- | -- | --- | -- |
| 1   | Inghilterra | 4 | 3 | 1 | 0 | 29 | 19 | +10 | 7  |
| 2   | Francia     | 4 | 2 | 0 | 2 | 40 | 25 | +15 | 4  |
| 3   | Scozia      | 4 | 2 | 0 | 2 | 22 | 22 | 0   | 4  |
| 4   | Irlanda     | 4 | 1 | 1 | 2 | 19 | 33 | −14 | 3  |
| 5   | Galles      | 4 | 1 | 0 | 3 | 21 | 32 | −11 | 2  |